# باشگاه فوتبال موج‌های آمو
موج‌های آمو یک باشگاه فوتبال در افغانستان است که در لیگ برتر این کشور به رقابت می‌پردازد. این تیم در اوت ۲۰۱۲ با تشکیل لیگ برتر افغانستان تأسیس شد و بازیکنانش از طریق تشکیلاتی موسوم به میدان سبز گزینش شدند. تیم موج های آمو، منطقهٔ شمال شرقی افغانستان را نمایندگی می‌کند. این تیم از ولایت‌های تخار، کندز، بغلان، و بدخشان نمایندگی دار
ترکیب این تیم